# Hermann Boisly
Hermann Theodor A. Boisly (* 23. Juli 1880 in Lübbenau; † 1947 in Quedlinburg) war ein deutscher Kommunalpolitiker, der als Bürgermeister der Stadt Quedlinburg in der preußischen Provinz Sachsen tätig war.

## Leben
Es war der Sohn des Lübbenauer Amtsrichters und späteren Landgerichtsdirektors, Geheimen Justizrates und preußischen Abgeordneten Theodor Boisly, gebürtig aus Burg (bei Magdeburg), und dessen Ehefrau Helene geborene Diestau. Nach dem Besuch des Gymnasiums studierte Theodor Boisly an der Universität Heidelberg, wechselte dann an die Universität Berlin und zuletzt nach Halle (Saale). Wie sein Vater gehörte Boisly seit seinem Studium der Burschenschaft Frankonia Heidelberg an. Sein Referendariat legte er in der Provinz Sachsen ab, wie auch sein Assessor-Examen. Im Anschluss war er zunächst als Hilfsarbeiter beim Magistrat der Stadt Quedlinburg tätig. Nach einem vorübergehenden Einsatz in der Bezirkshauptstadt Magdeburg kehrte er nach Quedlinburg zurück. Nach Ausbruch des Ersten Weltkrieges wurde Hermann Boisly einberufen und war als Bataillonsführer und Hauptmann im Reserve-Feldartillerie-Regiment 6 eingesetzt. Ende 1918 kehrte er aus dem Krieg zurück und wurde am 18. Dezember 1919 zum Zweiten Bürgermeister von Quedlinburg ernannt. Als solcher war er auch in der Zeit des Nationalsozialismus bis 1945 tätig. Nach Kriegsende war er als Stadtkämmerer eingesetzt und wurde 1945 von den Besatzungstruppen kurzzeitig kommissarisch mit den Geschäften des Oberbürgermeisters beauftragt.
Bis 1919 war er Prokurator der Quedlinburger Autoomnibus-Gesellschaft mbH. Mit Übernahme des Bürgermeisteramtes legte er dieses privatwirtschaftliche Amt nieder und widmete sich nur noch den kommunalen Angelegenheiten.
Als Bürgermeister setzte er sich in Quedlinburg u. a. für die Erweiterung der grafischen Sammlung der Städtischen Museen Quedlinburg ein.

## Familie
Hermann Boisly heiratete 1918 in Blankenburg (Harz) die Tochter des Majors Freiherr Max von Monteton. Aus der Ehe gingen zwei Töchter und der Sohn Wolfgang (* 1922) hervor.

## Ehrungen
- Eisernes Kreuz I. Klasse
- Ritter des Hohenzollern-Hausordens